# Frederik Hendrik van Pruisen

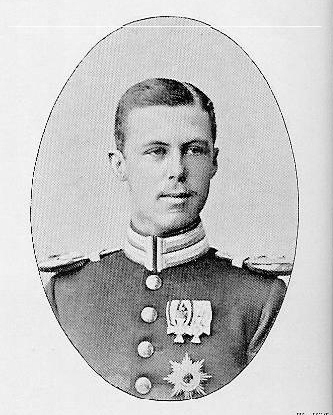
Frederik Hendrik van Pruisen, circa 1895.

Willem Ernst Alexander Frederik Hendrik Albrecht van Pruisen (Hannover, 15 april 1874 - Seitenberg, 13 november 1940) was een Pruisische prins uit het huis Hohenzollern.

## Levensloop
Frederik Hendrik was de oudste zoon van prins Albert van Pruisen uit diens huwelijk met Marie van Saksen-Altenburg, dochter van hertog Ernst I van Saksen-Altenburg. Hij studeerde rechten aan de Rheinische Friedrich-Wilhelms-Universiteit en werd in 1895 lid van het studentencorps Corps Borussia Bonn.
Na zijn studies begon hij aan een militaire loopbaan. Als majoor van het eerste garderegiment van de dragonders werd hij in 1902 toegelaten tot de Generale Staf. In 1904 werd hij commandant van het eerste Brandenburgse Dragondersregiment en in die functie werd hij op 21 mei 1906 gepromoveerd tot kolonel. Als à la suite werd Frederik Hendrik in 1907 van zijn post als regimentscommandant ontheven. Op basis van zijn homoseksualiteit werd hij namelijk uit het Pruisische leger gestoten. Bij het begin van de Eerste Wereldoorlog in 1914 kreeg hij als soldaat opnieuw toelating tot het leger, maar promoties waren voor hem niet mogelijk.
Eind 1906 werd hij volgens de wens van keizer Wilhelm II van Duitsland als opvolger van zijn overleden vader verkozen tot grootmeester van de Hospitaalorde van Sint-Jan. Wegens zijn niet onbekend gebleven homoseksuele geaardheid drong de keizer er op 12 februari 1907 echter op aan dat Frederik Hendrik zijn kandidatuur introk. Toen publicist Maximilian Harden op 27 april 1907 in het tijdschrift Zukunft de ware reden voor de terugtrekking van de kandidatuur van Frederik Hendrik en dus zijn homoseksualiteit onthulde, verliet Frederik Hendrik Berlijn, op dringend advies van de toekomstige Duitse rijkskanselier Theobald von Bethmann Hollweg. Na oponthoud in Zuid-Frankrijk en Egypte leefde hij voortaan teruggetrokken op zijn landgoederen in Silezië. Het voorzitterschap van de Academie voor Nuttige Wetenschappen in Erfurt, dat hij na de dood van zijn vader in 1906 had verworven, stond hij in 1909 of 1910 af aan zijn broer Frederik Willem.
Na de dood van zijn vader had Frederik Hendrik het Kamenzer Land met de heerlijkheid Seitenberg geërfd. Hij had een aanzienlijke bijdrage aan de economische ontwikkeling van het zuidoostelijke deel van het graafschap Glatz en was door zijn steun aan  zijn bevolking enorm geliefd. Met zijn financiële middelen werden onder andere de Evangelische Heilig Kruiskerk in Wölfelsgrund en de Verrijzingskerk in Seitenberg gebouwd en ook stelde hij extra diaconessen aan in het plaatselijke ziekenhuis. Bovendien stimuleerde hij de bosbouw in het gebied.
Frederik Hendrik stierf in november 1940, ongehuwd en kinderloos, en werd bijgezet in het mausoleum in het park van Seitenberg. Met zijn dood stierf de tak Hohenzollern  van zijn familie langs vaderszijde uit. Zijn domeinen werden geërfd door prins Waldemar van Pruisen, zoon van prins Hendrik van Pruisen en kleinzoon van koning Frederik III van Pruisen.